# Renta gruntowa
Renta gruntowa – dochód uzyskiwany przez właściciela gruntu wykorzystywanego do celów produkcyjnych. Jej wysokość przy stałej podaży ziemi zależy przede wszystkim od popytu na ziemię.
Jeśli z jakichś powodów popyt na ziemię wzrośnie to wzrośnie stawka renty i będzie to jedyny efekt wzrostu popytu. Wzrośnie zatem dochód właścicieli ziemi, natomiast nie zmieni się podaż ziemi.
Jest to taki przypadek, gdzie wzrost dochodu właścicieli ziemi nie wpływa na efektywność wykorzystania ziemi – ani jej nie poprawia, ani nie pogarsza.
Również obniżenie dochodu właścicieli ziemi, przez opodatkowanie renty gruntowej nie wpływa – przy stałej podaży ziemi – na efektywność wykorzystania ziemi.
Opodatkowania renty gruntowej obniży jedynie dochód właścicieli ziemi. Stawka ziemi pozostanie na tym samym poziomie w związku z czym nie nastąpią żadne zmiany w popycie na ziemię. Nie zmieni się również podaż ziemi, gdyż jest ona stała z założenia.
Tak więc opodatkowanie renty gruntowej przy stałej podaży ziemi nie zmieni zachowań podmiotów gospodarczych i nie zniekształci alokacji zasobów.
W praktyce obserwuje się bardzo duże różnice w cenach ziemi i stawkach renty gruntowej. Na przykład w centrum dużego miasta są one wyższe niż w małej miejscowości. Wynika to z różnic w popycie na ziemię. Popyt ten uzależniony jest od krańcowego przychodu z produktu ziemi, który obliczamy mnożąc krańcowy produkt ziemi w wyrażeniu fizycznym, np. produkt pochodzący z dodatkowego hektara określonej działki ziemi, przez uzyskany za ten produkt przychód, czyli utarg krańcowy. Różne działki ziemi mogą się znacznie różnić między sobą pod względem produktywności, tzn. urodzajności i przydatności do pewnych zastosowań. Równocześnie te same działki ziemi mogą mieć różne, konkurencyjne wobec siebie zastosowania. Ponadto ceny i przychody uzyskiwane za produkty pochodzące z różnych działek ziemi zależą od rynkowego popytu na te produkty. Obydwa te czynniki, tzn. produktywność poszczególnych areałów ziemi w sensie fizycznym oraz krańcowy utarg z produktów ziemi, wpływają na zróżnicowanie cen ziemi oraz stawek renty gruntowej, a tym samym dochodów właścicieli ziemi.
Różnice w cenach ziemi i opłatach za użytkowanie ziemi (stawkach renty gruntowej) oraz możliwość różnorodnego wykorzystania tej samej ziemi prowadzą do przenoszenia przez właścicieli ziemi podaży usług swoich gruntów z danego zastosowania do innego (z danej dziedziny lub gałęzi gospodarki do innej). Tam gdzie ceny ziemi i stawki renty gruntowej są relatywnie wysokie, podaż usług ziemi będzie wzrastać, a tam gdzie są relatywnie niskie, będzie spadać. Zmiany podaży ziemi będą wywoływały odpowiednie zmiany cen ziemi i stawek renty gruntowej. W dłuższym okresie powinna więc wystąpić tendencja do wyrównywania się cen ziemi i stawek renty gruntowej w różnych, konkurencyjnych zastosowaniach (np. rolnictwo i turystyka).
Możliwość przenoszenia usług ziemi z danego zastosowania do innego oznacza, że w praktyce mamy do czynienia z wieloma rynkami ziemi, a zatem założenie o całkowitej nieelastyczności podaży ziemi ma charakter względny. Łączna podaż ziemi w skali świata czy danego kraju rzeczywiście jest stała, ale podaż ziemi na poszczególnych rynkach ziemi (np. na rynku gruntów pod uprawę, rynku gruntów pod zabudowę, rynku gruntów przeznaczonych na rekreację) nie jest całkowicie stała.
Najprostszy wzór na cenę ziemi czy też rynkową wartość ziemi wygląda następująco:
{\displaystyle Cz=RWz={\frac {Dz}{r}}}
Gdzie:
{\displaystyle Cz} – cena ziemi,
{\displaystyle RWz} – cena danego areału ziemi (rynkowa wartość tej ziemi),
{\displaystyle Dz} – roczny dochód, jaki dany areał ziemi przynosi jej właścicielowi (renta gruntowa),
{\displaystyle r} – rynkowa stopa oprocentowania lokat bankowych.
Cena danej działki ziemi zależy od dwóch czynników:
1. renty gruntowej, czyli strumienia przyszłych dochodów, które ta działka może przynosić jej właścicielowi (np. po wydzierżawieniu jej jakiemuś użytkownikowi)
2. stopy oprocentowania depozytów bankowych, gdyż najprostszą alternatywą kupna ziemi jest po prostu ulokowanie sumy, którą trzeba zapłacić za ziemię, na procent w banku.

Im wyższa jest renta gruntowa i im niższe jest oprocentowanie lokat bankowych, tym wyższa jest cena ziemi.